# Маріо Трембле
Маріо Трембле (фр. Mario Tremblay, нар. 2 вересня 1956, Альма) — колишній канадський хокеїст, що грав на позиції крайнього нападника. Згодом — хокейний тренер.
Володар Кубка Стенлі. Провів понад 900 матчів у Національній хокейній лізі.

## Ігрова кар'єра
Хокейну кар'єру розпочав 1972 року в ГЮХЛК.
1974 року був обраний на драфті НХЛ під 12-м загальним номером командою «Монреаль Канадієнс».
Усю професійну клубну ігрову кар'єру, що тривала 13 років, провів, захищаючи кольори команди «Монреаль Канадієнс».
Загалом провів 953 матчі в НХЛ, включаючи 101 гру плей-оф Кубка Стенлі.

## Тренерська робота
1995 року розпочав тренерську роботу в НХЛ. Працював з командами «Міннесота Вайлд», «Нью-Джерсі Девілс» та «Монреаль Канадієнс» (головний тренер).

## Статистика
| Сезон        | Клуб                        | Ліга         | Регулярний сезон | Регулярний сезон | Регулярний сезон | Регулярний сезон | Регулярний сезон | Плей-оф | Плей-оф | Плей-оф | Плей-оф | Плей-оф |
| Сезон        | Клуб                        | Ліга         | І                | Г                | П                | О                | ШХ               | І       | Г       | П       | О       | ШХ      |
| ------------ | --------------------------- | ------------ | ---------------- | ---------------- | ---------------- | ---------------- | ---------------- | ------- | ------- | ------- | ------- | ------- |
| 1972–73      | «Монреаль Ред Вайт енд Блу» | ГЮХЛК        | 56               | 43               | 37               | 80               | 155              | —       | —       | —       | —       | —       |
| 1973–74      | «Монреаль Ред Вайт енд Блу» | ГЮХЛК        | 46               | 49               | 51               | 100              | 154              | —       | —       | —       | —       | —       |
| 1974–75      | «Нова Шотландія Вояжерс»    | АХЛ          | 15               | 10               | 8                | 18               | 47               | —       | —       | —       | —       | —       |
| 1974–75      | «Монреаль Канадієнс»        | НХЛ          | 63               | 21               | 18               | 39               | 108              | 11      | 0       | 1       | 1       | 7       |
| 1975–76      | «Монреаль Канадієнс»        | НХЛ          | 71               | 11               | 16               | 27               | 88               | 10      | 0       | 1       | 1       | 27      |
| 1976–77      | «Монреаль Канадієнс»        | НХЛ          | 74               | 18               | 28               | 46               | 61               | 14      | 0       | 3       | 3       | 9       |
| 1977–78      | «Монреаль Канадієнс»        | НХЛ          | 56               | 10               | 14               | 24               | 44               | 5       | 2       | 1       | 3       | 16      |
| 1978–79      | «Монреаль Канадієнс»        | НХЛ          | 76               | 30               | 29               | 59               | 74               | 13      | 3       | 4       | 7       | 13      |
| 1979–80      | «Монреаль Канадієнс»        | НХЛ          | 77               | 16               | 26               | 42               | 105              | 10      | 0       | 11      | 11      | 14      |
| 1980–81      | «Монреаль Канадієнс»        | НХЛ          | 77               | 25               | 38               | 63               | 123              | 3       | 0       | 0       | 0       | 9       |
| 1981–82      | «Монреаль Канадієнс»        | НХЛ          | 80               | 33               | 40               | 73               | 66               | 5       | 4       | 1       | 5       | 24      |
| 1982–83      | «Монреаль Канадієнс»        | НХЛ          | 80               | 30               | 37               | 67               | 87               | 3       | 0       | 1       | 1       | 7       |
| 1983–84      | «Монреаль Канадієнс»        | НХЛ          | 67               | 14               | 25               | 39               | 112              | 15      | 6       | 3       | 9       | 31      |
| 1984–85      | «Монреаль Канадієнс»        | НХЛ          | 75               | 31               | 35               | 66               | 120              | 12      | 2       | 6       | 8       | 30      |
| 1985–86      | «Монреаль Канадієнс»        | НХЛ          | 56               | 19               | 20               | 39               | 55               | —       | —       | —       | —       | —       |
| Усього в НХЛ | Усього в НХЛ                | Усього в НХЛ | 852              | 258              | 326              | 584              | 1043             | 101     | 20      | 29      | 49      | 187     |

## Тренерська статистика
| Команда | Сезон   | Регулярний сезон | Регулярний сезон | Регулярний сезон | Регулярний сезон | Регулярний сезон | Регулярний сезон | Плей-оф                  |
| Команда | Сезон   | ІP               | В                | П                | Н                | О                | Результат        | Результат                |
| ------- | ------- | ---------------- | ---------------- | ---------------- | ---------------- | ---------------- | ---------------- | ------------------------ |
| МОН     | 1995–96 | 77               | 40               | 27               | 10               | 90               | 3-є в ПСД        | програш у першому раунді |
| МОН     | 1996–97 | 82               | 31               | 36               | 15               | 77               | 4-е в ПСД        | програш у першому раунді |
| Усього  | Усього  | 159              | 71               | 63               | 25               | 167              |                  |                          |